# Comuna Hvidovre
Hvidovre (Hvidovre Kommune) este o comună din regiunea Hovedstaden, Danemarca, cu o suprafață totală de 22,84 km² și o populație de 50.297 de locuitori (2011).